# Freziera inaequilatera
Freziera inaequilatera är en tvåhjärtbladig växtart som beskrevs av Nathaniel Lord Britton. Freziera inaequilatera ingår i släktet Freziera och familjen Pentaphylacaceae. Inga underarter finns listade i Catalogue of Life.